# (29700) Salmon
(29700) Salmon est un astéroïde de la ceinture principale.

## Description
(29700) Salmon est un astéroïde de la ceinture principale. Il fut découvert le 19 décembre 1998 à Prescott (Arizona) par Paul G. Comba. Il présente une orbite caractérisée par un demi-grand axe de 2,41 UA, une excentricité de 0,13 et une inclinaison de 8,3° par rapport à l'écliptique.

## Compléments